# Паласиос, Алехандро
Мигель Алехандро Паласиос Ридорта (исп. Miguel Alejandro "Pikolín" Palacios Redorta; родился 6 марта 1981 года в Мехико, Мексика) — мексиканский футболист, вратарь клуба «Атлетико Сан-Луис».
У Марко есть брат-близнец Марко, который также выступает за УНАМ Пумас.

## Клубная карьера

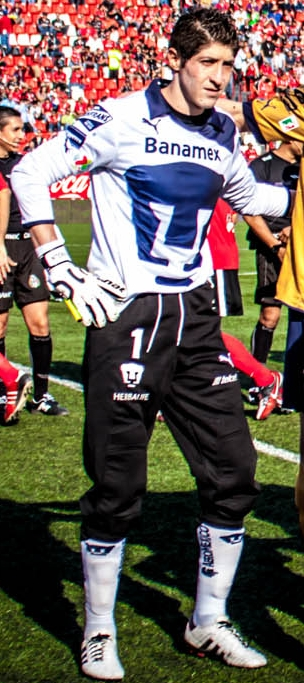
Паласиос в составе УНАМ Пумас

Алехандро — воспитанник клуба УНАМ Пумас. 17 мая 2003 года в матче против «Монаркас Морелия» он дебютировал в мексиканской Примере. Несмотря на ранний и удачный дебют Паласиос в течение восьми лет не имел шансов пробиться в основу. В то время, когда за пум выступал легенда клуба Серхио Берналь Алехандро приходилось конкурировать за место второго голкипера с Одинемом Патино и выступать за резервную команду «Пумас Морелос».
Несмотря на эту ситуацию Паласиос трижды стал чемпионом Мексики, а также вышел с командой в финал Южноамериканского кубка и Кубка чемпионов КОНКАКАФ.
В 2010 году он стал основным вратарём после завершения карьеры Берналем. 8 августа в матче против «Крус Асуль» Паласиос заменил получившего травму Серхио и во втором тайме смог впервые в карьере отразить пенальти. В том же году Алехандро помог «пумам» выиграть чемпионат. Этот трофей стал для Паласиоса первым в ранге футболиста основы. Летом 2017 года после 15 сезонов в составе «пум», Паласиос покинул клуб и подписал соглашение с «Атлетико Сан-Луис». 23 июля в матче против «Алебрихес де Оахака» он дебютировал за новый клуб.

## Достижения
УНАМ Пумас
- Чемпионат Мексики по футболу — Апертура 2004
- Чемпионат Мексики по футболу — Клаусура 2004
- Чемпионат Мексики по футболу — Клаусура 2009
- Чемпионат Мексики по футболу — Клаусура 2011